# イヴォ・パパゾフ
イヴォ・パパゾフ（Иво Папазов、ラテン文字転写：Ivo Papazov、1952年2月16日 - ）は、ブルガリア出身のロマ（ジプシー）のクラリネット奏者。愛称はイブリャマ（Ибряма、Ibrjama）。
ブルガリアでは結婚式やパーティなどでジプシーの演奏者がチョチェクなどの演奏を披露する。自らのバンドである「イヴォ・パパゾフ・ウェディング・バンド」にはユーリ・ユナコフ（Yuri Yunakov）、ネシュコ・ネシェフ（Neshko Neshev）がいる。ブルガリアの代表的な「ウェディング・バンド」のミュージシャンとして知られる。
ハンニバル・レコードと契約してから国際的に知られるようになり、パパゾフはアメリカ合衆国などでも何度かツアーを行った。2005年、BBC Radio3 ワールドミュージック・アワードの視聴者賞を受賞した。

## ディスコグラフィ

### リーダー・アルバム
- Иво Папазов / Ivo Papazov (1989年、Балкантон)
- 『オルフェウス昇天』 - Orpheus Ascending (1989年、Hannibal) ※イヴォ・パパゾフ&ヒズ・ブルガリアン・ウェディング・バンド名義
- 『バルカノロジィ』 - Balkanology (1991年、Hannibal) ※イヴォ・パパゾフ&ヒズ・オーケストラ名義
- Fairground = Панаир (2003年、Kuker Music)
- Концертът в Каварна За Пръв Път Заедно (2005年)
- Together Again (2005年、Traditional Crossroads) ※with ユーリ・ユナコフ、サリフ・アリ、ネシュコ・ネシェフ
- Dance Of The Falcon (2008年、World Village/ Messechina Music)
- Каварненски Буенек (2008年、Messechina Music) ※with Оркестър Тракия